# 御厩祐司
御厩 祐司（みまや ゆうじ、1970年〈昭和45年〉 - ）は、日本の民間人校長。茨城県立水戸第一高等学校・附属中学校校長。元文部官僚。

## 経歴
香川県高松市生まれ。京都大学を卒業した後、文部省に入省した。内閣府企画官（公益法人行政担当）、文部科学省地域政策室長、内閣府参事官、東京大学研究推進部長、総務省情報流通行政局情報通信利用促進課長、愛媛県教育委員会保健スポーツ課長などを歴任し、文化庁メディア芸術祭や日本学生支援機構、えひめスポーツ俳句大賞などの創設に関わった。また、総務省情報流通行政局情報通信利用促進課長時代には「教育クラウドプラットフォーム」標準仕様の策定や、「先導的教育システム実証事業」を行うなど、プログラミング教育を推進した。
2022年、茨城県が民間出身者を対象に実施した県立高等学校校長の公募に応募した。1673人の中から選出され、同年4月1日付で茨城県立水戸第一高等学校・附属中学校の副校長に就任した。2023年4月1日、前任の校長の退職にともない校長に就任した。

## 校長として

### 茨城県立水戸第一高等学校・附属中学校校長として
- プラス4学年 - 高校1年生と中学3年生、高校2年生と中学2年生、高校3年生と中学1年生の教室をそれぞれ同じフロアに配置し、交流機会の増加を図る[11]。
- 校長室の廃止、相談室の設置 - 「教師の職場は職員室」だとして、校長室を廃止し、そこに応接室を移転。もともと応接室があった場所に相談室を設置した。生徒の声を直で聞けることを目的としている[11]。
- トップレベルの研究者を迎え、最先端の研究情報を講義してもらう「文理・融合講座」を年2回開催している。[12]
- 附属中学校の「総合的な学習の時間」において、足元の歴史や自然、文化等について探究し、その成果を校内ガイドツアー（日本語・英語）の形で観光客や住民等に提供する「水戸一の道」の取組を開始。全国の学校で初となる「御城印」も発行している。[13][14]
- 半導体受託生産の世界最大手、台湾積体電路製造(TSMC)が立地する台湾・新竹市の新竹科学園区(新竹サイエンスパーク)から、国立新竹科学園区実験高級中学の訪問団を受け入れるなど、国際交流を積極的に進めている。[15]
- 中3で全員がシンガポールへ、中3と高1で希望者が米国や台湾へ行く研修プログラムを設けている。所得の低い世帯の生徒も行けるように卒業生に寄付を募って奨学金を作り、挑戦を諦めることがないように考慮している。[16]
- 探究学習に力を入れ、県北の大子町に行き、地域やローカル鉄道の活性化について考える機会も設けている。[17]
- 「教育の機会均等」は公立の使命、地方の公立中高一貫校を地域格差の「逆転装置」と主張している。[18]
- 学校が救急車を要請したものの、「緊急性がない」として追加料金（選定療養費）を徴収された場合、PTA会費から保護者の支払額分を全額補助する制度を、県内の学校で初めて導入した。「子どもたちの命を最優先に考え、要請にためらいがないようにしたい」としている。[19]
- 浪人生を対象とする「第４学年」を設け、専属の主任・担任を配置。無償で自習室の利用、模試の提供、質問・相談対応を行い、第１志望を諦めさせないようにしている。[20]
- 「活字」へのアクセスをすべての生徒に保障するため、専任の学校司書を配置し、図書館以外の校内各所への図書・新聞の展示や一般書の著者を招いた講演の開催、地元の書店と連携した活動（図書館に置く本を生徒が選書してくる活動、生徒がお薦めする本のコーナーの設置）等を行い、学校として子どもの読書活動に関する文部科学大臣表彰を受賞した。[21]

## メディア出演

### テレビ
- ウワサの保護者会  - "プログラミング教育"って、何?!（NHK Eテレ、2017年5月20日放送)

## 著作
- 『「知」のシャープナー 人生が変わる知的生産日記』 光文社 2013年